# 本前郁也
本前 郁也（もとまえ ふみや、1997年10月2日 - ）は、北海道札幌市東区出身のプロ野球選手（投手・育成選手）。左投左打。千葉ロッテマリーンズ所属。

## 経歴

### プロ入り前
札幌市立札苗小学校3年から東ハリケーンで野球を始め、札苗中時代は札幌白石シニアでプレー。
札幌光星高等学校では3年夏の南北海道大会でエースを務めるも、1回戦で駒大苫小牧に3対10で敗れた。齊藤誠人は小中高の2学年上の先輩にあたる。
北翔大学への進学後は1年春からベンチ入りし、札幌6大学リーグでは2年春～3年秋に3季連続で最優秀投手に輝いた。しかし、全国大会である全日本選手権や明治神宮大会への出場は叶わず、2019年9月2日の日本製鉄室蘭シャークスとのオープン戦では打球が頭部に直撃し、入院。プロ志望届を病床で書くこととなり、同14日に提出した。リーグ戦通算成績は49試合の登板で14勝10敗・防御率1.45。
2019年10月17日に行われたプロ野球ドラフト会議において、千葉ロッテマリーンズから育成1位指名を受け、11月19日に支度金300万円、年俸300万円（金額は推定）で仮契約した。背番号は120。北翔大学から初めてのプロ野球選手となった。

### ロッテ時代
2020年、イースタン・リーグ公式戦で1試合20球程度のリリーフから始まり、先発で4イニング、さらに6イニングと段階的に球数を増やしていき、ルーキーイヤーは同リーグで11試合（6先発）に登板し、38回2/3を投げて2勝0敗・防御率2.56を記録。オフに現状維持の推定年俸300万円で契約を更改した。
2021年は育成投手で唯一春季キャンプを一軍でスタートすると、2月24日の福岡ソフトバンクホークスとの球春みやざきベースボールゲームズでは3イニングを打者9人に抑えるパーフェクトピッチング。3月11日の東北楽天ゴールデンイーグルスとのオープン戦では3回無失点と好投するなど結果を残し、3月14日に支配下登録。推定年俸420万円、背番号は49へ変更となり、翌15日に公示された。その後もオープン戦で好投を続け、開幕ローテーション入り。開幕6戦目の楽天戦でプロ初登板初先発を果たし、5回4失点でプロ初勝利を挙げた。続く4月8日のオリックス・バファローズ戦では5回5失点でプロ初黒星を喫し、翌9日に出場選手登録を抹消されて以降は、二軍で被本塁打数の改善に取り組みながらローテーションの谷間で一軍の先発マウンドに上がった。6回を投げきった試合は6月11日の読売ジャイアンツ戦のみで、37回2/3を投げて被本塁打が7と多いなど課題は残したものの、8試合の先発登板で1勝2敗・防御率4.78を記録。オフに250万円増となる推定年俸670万円で契約を更改した。
2022年は4月6日の北海道日本ハムファイターズ戦でシーズン初登板初先発となるも、2本のソロ本塁打を打たれて5回2失点で勝敗付かず、翌7日に出場選手登録を抹消された。4月27日の楽天戦でシーズン2度目の先発登板となり、ソロ本塁打による1失点のみで6回を投げきり、勝利投手の権利を持って降板したものの、リリーフ陣が同点を許してシーズン初勝利とはならず、同30日には無症状ながら新型コロナウイルス陽性判定を受け、翌5月1日に特例2022で登録抹消。6月5日の巨人戦で一軍復帰を果たし、この日は5回を投げて3本塁打で4点を失ったものの、打線の援護に恵まれてシーズン初勝利を挙げた。佐々木千隼・唐川侑己・田中靖洋・東妻勇輔と前年の主力リリーバーが二軍調整中というチーム事情もあってその後はブルペン待機となり、6月17日の日本ハム戦でプロ初のリリーフ登板。5回裏からの4イニングを無失点に抑えると、打線が9回表に逆転したことでプロ初の救援勝利を挙げた。同24日のオリックス戦で先発に戻るも、5回1/3を3失点（自責点1）ながら敗戦投手となり、その後は登録抹消と再登録を繰り返しながら、先発ローテーションの谷間での一軍登板を重ね、12試合（11先発）に登板し3勝2敗・防御率4.66という成績を残した。オフに630万円増となる推定年俸1300万円で契約を更改した。
2023年も開幕を二軍で迎えたが、イースタン・リーグでは10試合（9先発）の登板で防御率1.74と結果を残し、6月10日の広島東洋カープ戦でシーズン初登板初先発。5回4安打4四球5奪三振2失点で勝敗は付かず、翌11日に出場選手登録を抹消された。その後は二軍で先発ローテーションを回り、イースタン・リーグの規定投球回に到達したが、7月以降は防御率6.75と振るわず、この年の一軍登板は前述の1試合のみに終わった。なお、このシーズンでは二軍での奪三振数（84奪三振）がイースタン・リーグ最多（井上温大と同数）であった。シーズン終盤には左足首を捻挫し、投球フォーム改造を決意する。
2024年は春季キャンプ中の2月20日、楽天との練習試合での登板で、4回表に捕手の頭上を大きく超える大暴投をした際、左肩付近を抑えマウンドにしゃがみ込んだまま動けなくなった。その場で緊急降板し、開催地の西崎球場には救急車が到着する事態であった。同日中に上腕骨螺旋骨折と診断され、長期離脱となった。本前曰く、投げた瞬間に左腕が外れた感覚であったという。同月23日に左上腕骨骨幹部のスクリュー手術を受けた。夏ごろにはキャッチボールを再開していたが、骨の接合が充分でなく、再び手術を受けた。同年は一軍・二軍ともに登板することは出来ず、リハビリが長期間続く見込みであるため、オフに戦力外通告を受け、11月18日に育成契約を締結した。背番号は121。

## 選手としての特徴
2021年シーズンで投手コーチを務めた吉井理人と大隣憲司が共に「スピードガンの数字より速く感じるはず」と評した力感のない投球フォームから投げ込まれる質の良いストレートが持ち味。最速はアマチュア時代に148km/h、プロ入り後は149km/hを計測している。
変化球はスライダー・カーブ・チェンジアップ・ツーシーム・カットボールを操る。

## 人物
ルーキーイヤーの2020年オフから、福岡ソフトバンクホークスの和田毅の合同自主トレに毎年参加している。

## 詳細情報

### 年度別投手成績
| 年 度     | 球 団     | 登 板 | 先 発 | 完 投 | 完 封 | 無 四 球 | 勝 利 | 敗 戦 | セ 丨 ブ | ホ 丨 ル ド | 勝 率 | 打 者 | 投 球 回 | 被 安 打 | 被 本 塁 打 | 与 四 球 | 敬 遠 | 与 死 球 | 奪 三 振 | 暴 投 | ボ 丨 ク | 失 点 | 自 責 点 | 防 御 率 | W H I P |
| --------- | --------- | ----- | ----- | ----- | ----- | -------- | ----- | ----- | -------- | ----------- | ----- | ----- | -------- | -------- | ----------- | -------- | ----- | -------- | -------- | ----- | -------- | ----- | -------- | -------- | ------- |
| 2021      | ロッテ    | 8     | 8     | 0     | 0     | 0        | 1     | 2     | 0        | 0           | .333  | 164   | 37.2     | 41       | 7           | 15       | 0     | 2        | 17       | 0     | 0        | 20    | 20       | 4.78     | 1.49    |
| 2022      | ロッテ    | 12    | 11    | 0     | 0     | 0        | 3     | 2     | 0        | 0           | .600  | 254   | 56.0     | 61       | 14          | 26       | 1     | 2        | 40       | 2     | 1        | 32    | 29       | 4.66     | 1.55    |
| 2023      | ロッテ    | 1     | 1     | 0     | 0     | 0        | 0     | 0     | 0        | 0           | ----  | 22    | 5.0      | 4        | 1           | 4        | 0     | 0        | 5        | 0     | 0        | 2     | 2        | 3.60     | 1.53    |
| 通算：3年 | 通算：3年 | 21    | 20    | 0     | 0     | 0        | 4     | 4     | 0        | 0           | .500  | 440   | 98.2     | 106      | 22          | 45       | 1     | 4        | 62       | 2     | 1        | 54    | 51       | 4.65     | 1.53    |

- 2024年度シーズン終了時

### 年度別守備成績
| 年 度 | 球 団  | 投手  | 投手  | 投手  | 投手  | 投手  | 投手     |
| 年 度 | 球 団  | 試 合 | 刺 殺 | 補 殺 | 失 策 | 併 殺 | 守 備 率 |
| ----- | ------ | ----- | ----- | ----- | ----- | ----- | -------- |
| 2021  | ロッテ | 8     | 1     | 8     | 0     | 0     | 1.000    |
| 2022  | ロッテ | 12    | 5     | 7     | 0     | 0     | 1.000    |
| 2023  | ロッテ | 1     | 0     | 0     | 0     | 0     | ----     |
| 通算  | 通算   | 21    | 6     | 15    | 0     | 0     | 1.000    |

- 2024年度シーズン終了時

### 表彰
- イースタン・リーグ優秀選手賞（2021年[56]）

### 記録
初記録
投手記録
- 初登板・初先発登板・初勝利・初先発勝利：2021年4月1日、対東北楽天ゴールデンイーグルス3回戦（ZOZOマリンスタジアム）、5回4失点
- 初奪三振：同上、4回表に小郷裕哉から空振り三振

打撃記録
- 初打席：2021年6月3日、対中日ドラゴンズ3回戦（バンテリンドーム ナゴヤ）、3回表に勝野昌慶から一ゴロ

### 背番号
- 120（2020年[8] - 2021年3月14日）
- 49（2021年3月15日[14] - 2024年）
- 121（2025年[49] - ）